# Samoa ved sommer-OL 2020
Samoa deltager under Sommer-OL 2020 i Tokyo som bliver afviklet i perioden 23. juli til 8. august 2021. 

## Medaljer
| 2020 Tokyo | Guld | Sølv | Bronze | Total |
| Samoa      |      |      |        |       |

### Medaljevinderne
| Samoa under sommer-OL 2020 i Tokyo | Samoa under sommer-OL 2020 i Tokyo | Samoa under sommer-OL 2020 i Tokyo | Samoa under sommer-OL 2020 i Tokyo | Samoa under sommer-OL 2020 i Tokyo |
| Medalje                            | Navn                               | Sport                              | Event                              | Dato                               |
| ---------------------------------- | ---------------------------------- | ---------------------------------- | ---------------------------------- | ---------------------------------- |
| -                                  | -                                  | -                                  | -                                  | -                                  |